# Museo Arqueológico de Kavala
El Museo Arqueológico de Kavala es un museo de Grecia ubicado en Kavala, perteneciente a la periferia de Macedonia Oriental y Tracia. Fue fundado en 1934 pero el edificio donde se encuentra ahora se construyó en 1963-64. Posteriormente, en la década del 2000, se ha ampliado con una nueva ala.

## Colecciones
El museo contiene una colección de objetos entre los que se hallan una serie de piezas pertenecientes a épocas prehistóricas, otra sección correspondiente a las excavaciones de la antigua ciudad de Neápolis, hallazgos procedentes de Anfípolis y objetos procedentes de otros lugares de la zona de Macedonia oriental.
Los hallazgos prehistóricos —del Neolítico y de la Edad del Bronce— proceden de los yacimientos de Dikilí Tas, Kalampaki, Dímitra, Galepso y Fotolivos.
Entre los objetos de la antigua Neápolis se encuentran una serie de elementos arquitectónicos como columnas jónicas del siglo V a. C., y capiteles, además de ofrendas votivas, que provienen del templo de la diosa Pártenos, que era la principal de la ciudad.
Las piezas procedentes de Anfípolis pertenecen a los periodos clásico, helenístico y romano. Se encontraron principalmente en tumbas. Son destacables un busto de mármol de una mujer del siglo V a. C., una estela funeraria del siglo IV a. C., un anillo y una corona de olivo dorada procedentes de una tumba macedónica (en torno al 300 a. C.), la estatua de una mujer con velo, sin cabeza, del siglo I a. C.) y una estatua de la emperatriz Agripina.
Por otra parte, hay otros hallazgos de diferentes épocas históricas procedentes de otras antiguas ciudades como Galepso, Esima, Trágilo, Abdera, Mesembria y Tópiros, así como de tumbas de Nikísiani. Entre estos figuran piezas de cerámica, vasos de metal, monedas, estelas funerarias y sarcófagos. 
En el patio del museo se exponen una serie de estelas funerarias y elementos arquitectónicos de época romana.
|                                                                                             |
| Pieza de cerámica del periodo heládico antiguo (3200-2200 a. C.), procedente de Dikilí Tas. |

|                                                                          |
| Pieza de cerámica de época arcaica procedente de la necrópolis de Esima. |

|                                                                  |
| Relieve funerario del siglo IV a. C. con una escena de simposio. |